# Artem Fedetskyi
Artem Fedetskyi (Novovolynsk, 26 april 1986) is een Oekraïens voetballer die als rechterverdediger speelt. Fedetskyi debuteerde in 2010 in het Oekraïens voetbalelftal.

## Clubcarrière
Fedetskyi begon bij Sjachtar Donetsk maar een doorbraak in het eerste team bleef uit. In 2006 ging hij voor Arsenal Kiev spelen en in het seizoen 2007/08 kwam hij uit voor FK Charkov. Hij werd teruggehaald door Sjachtar Donetsk, dat hem na één seizoen, waarin hij met de club tweede werd in de competitie en de UEFA Cup won, van 2009 tot 2012 verhuurde aan Karpaty Lviv. Van 2012 tot 2016 speelde Fedetskyi voor Dnipro Dnipropetrovsk. Daarmee bereikte hij in 2015 de finale van de UEFA Europa League. Hij verruilde Dnipro Dnipropetrovsk in juli 2016 voor SV Darmstadt 98 waarmee hij in de Bundesliga speelde. In 2017 ging hij naar Karpaty Lviv.

## Interlandcarrière
Op 25 mei 2010 maakte Fedetskyi zijn debuut voor het Oekraïens voetbalelftal als invaller na 84 minuten voor Roeslan Rotan in een vriendschappelijke wedstrijd tegen Litouwen. Op 7 juni 2013 maakte hij zijn eerste interlanddoelpunt in de WK-kwalificatiewedstrijd tegen Montenegro. Fedetskyi maakte deel uit van de Oekraïense selectie op het Europees kampioenschap voetbal 2016. Oekraïne werd in de groepsfase uitgeschakeld na nederlagen tegen Duitsland (0–2), Noord-Ierland (0–2) en Polen (0–1).